# کومه بن گوریون

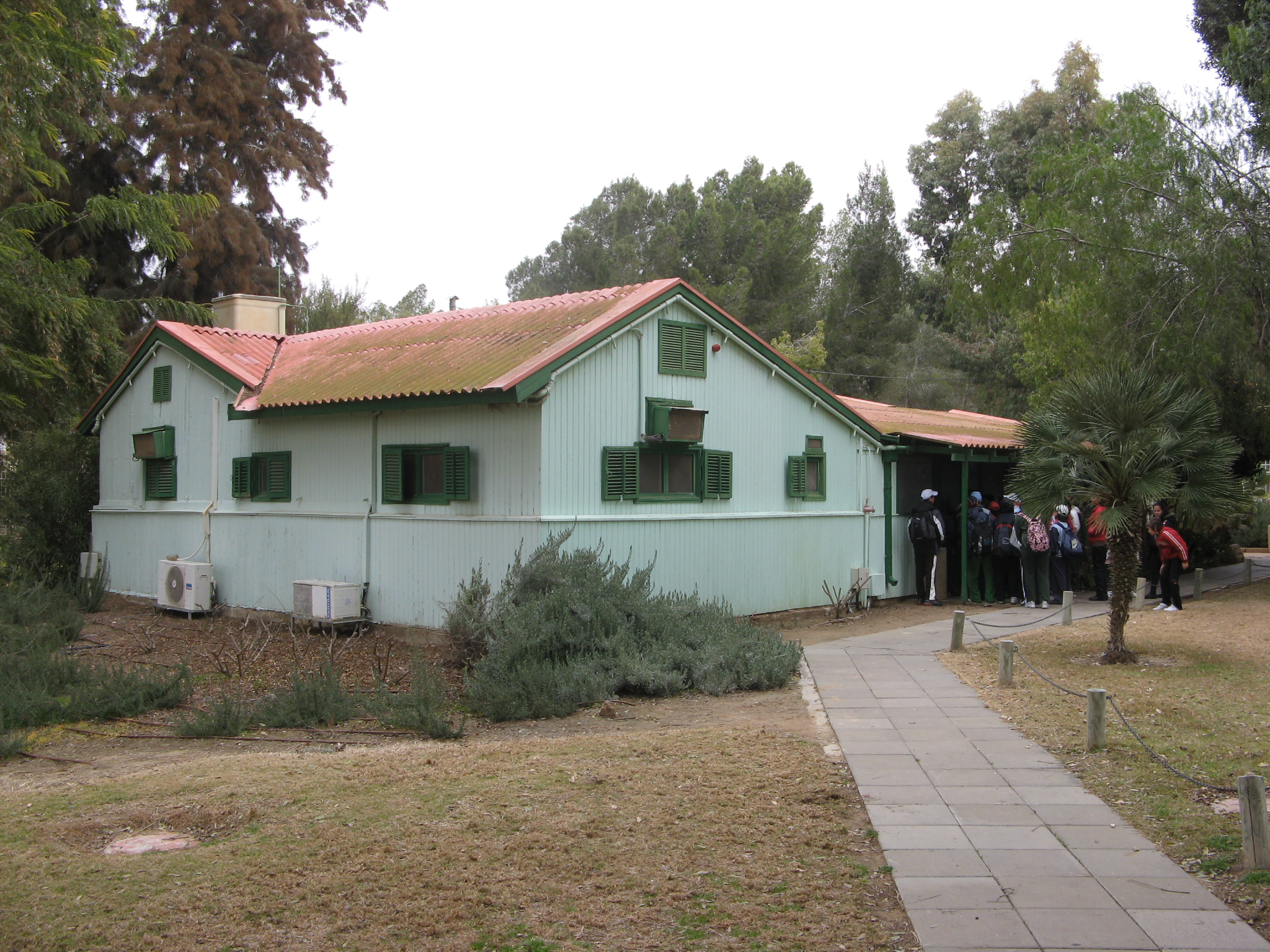
نمایی بیرونی از خانه بن گوریون.

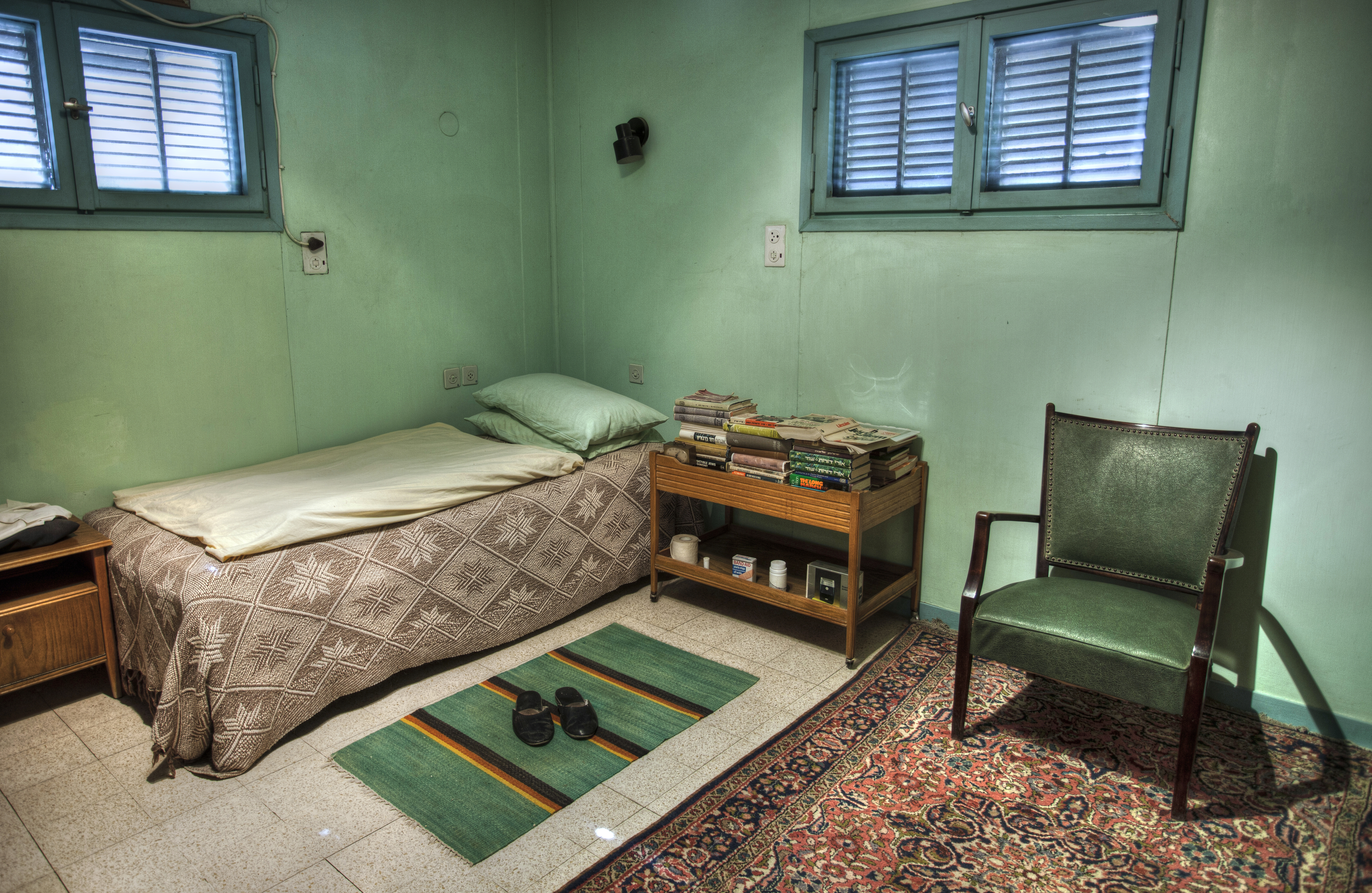
اتاق خواب بن گوریون.

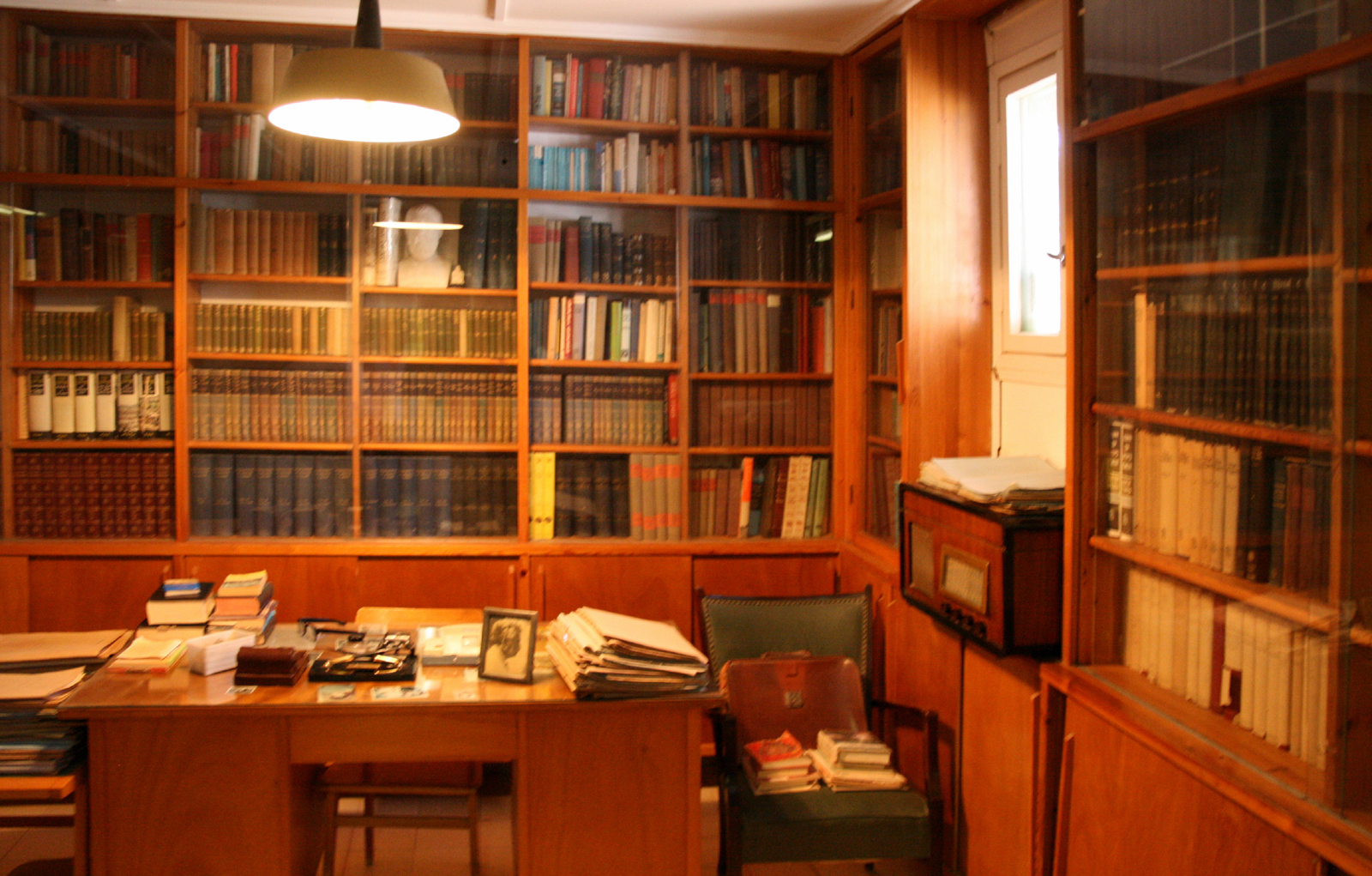
نمایی از میز کار و کتابخانه شخصی.

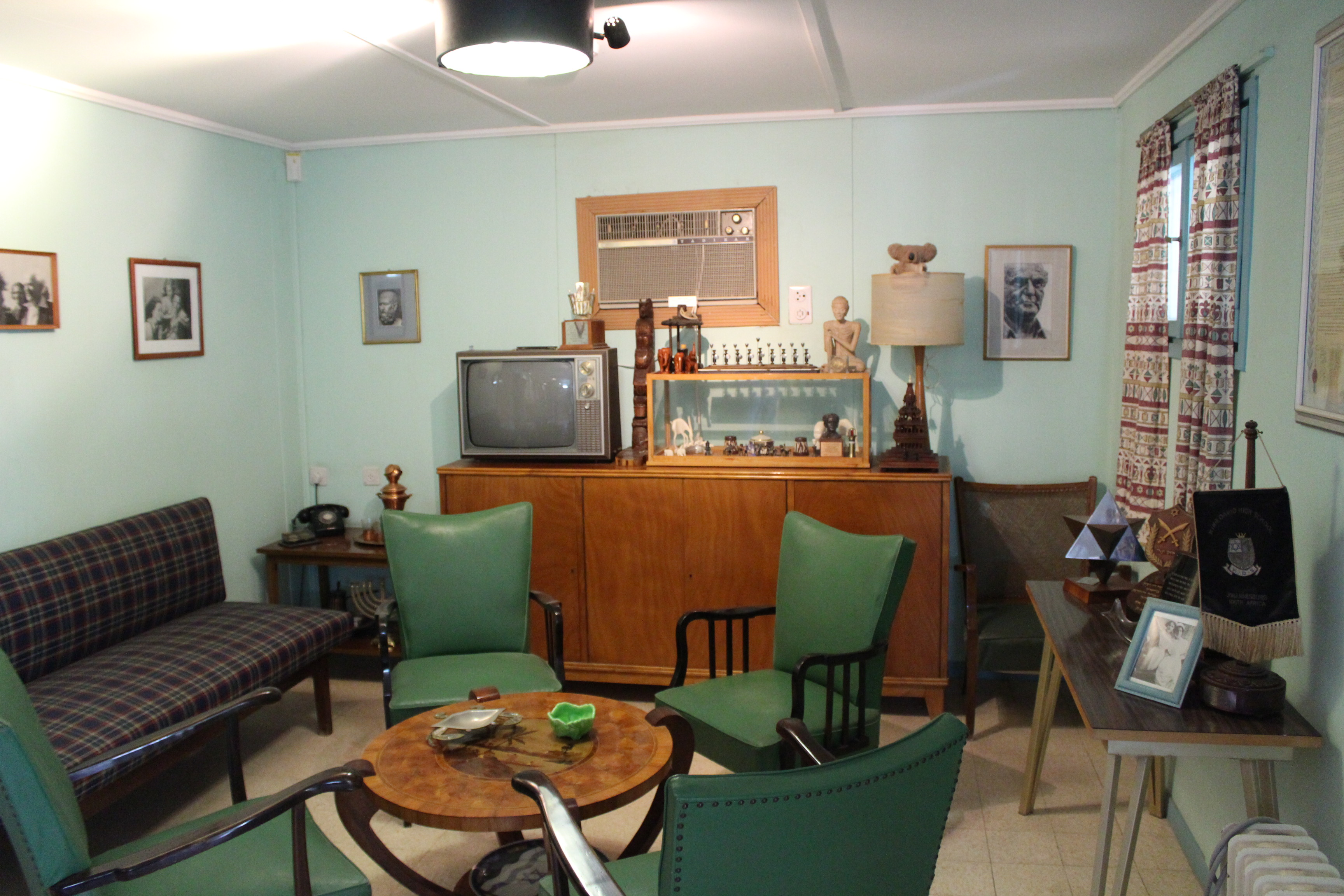
نمایی از نشیمن خانه.

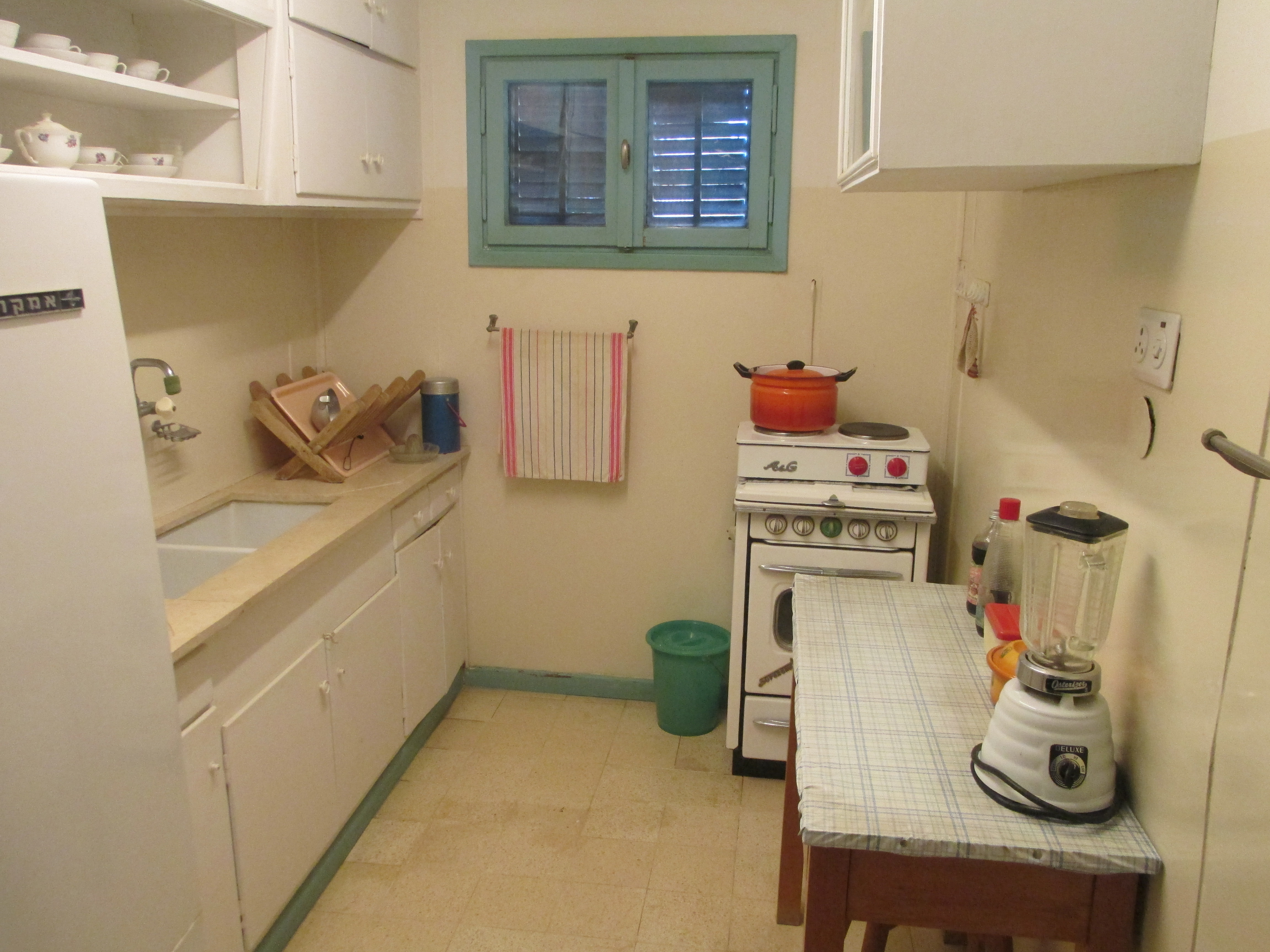
نمایی از آشپزخانه.

خانه بن گوریون (به عبری: צריף בן-גוריון)، کومه‌ای در کیبوتص سده بوکر در صحرای نگب در جنوب اسرائیل است. این کومه را داوید بن گوریون، نخستین نخست‌وزیر اسرائیل برای زندگی خودش و همسرش پائولا ساخت.
بن گوریون همواره عقیده داشت که باید بیابان نگب که قسمت اعظم خاک اسرائیل را تشکیل می‌دهد، بتدریج آباد شود و بخشی از جمعیت کشور به آن نقطه انتقال یابد. وی با این تفکر کیبوتص نوپای سده بوکر را برای زندگی برگزید و در آنجا تا پایان زندگی‌اش به کشاورزی و دامداری پرداخت.
بن گوریون همچنین مالک خانه‌ای در شهر تل‌آویو بود. بر طبق وصیت بن گوریون، کومه سده بوکر و خانه تل‌آویو به دولت اسرائیل وقف و بنابر تصمیم دولت اسرائیل، این دو مکان به موزه تغییر کاربری داده شدند.

## نگارخانه

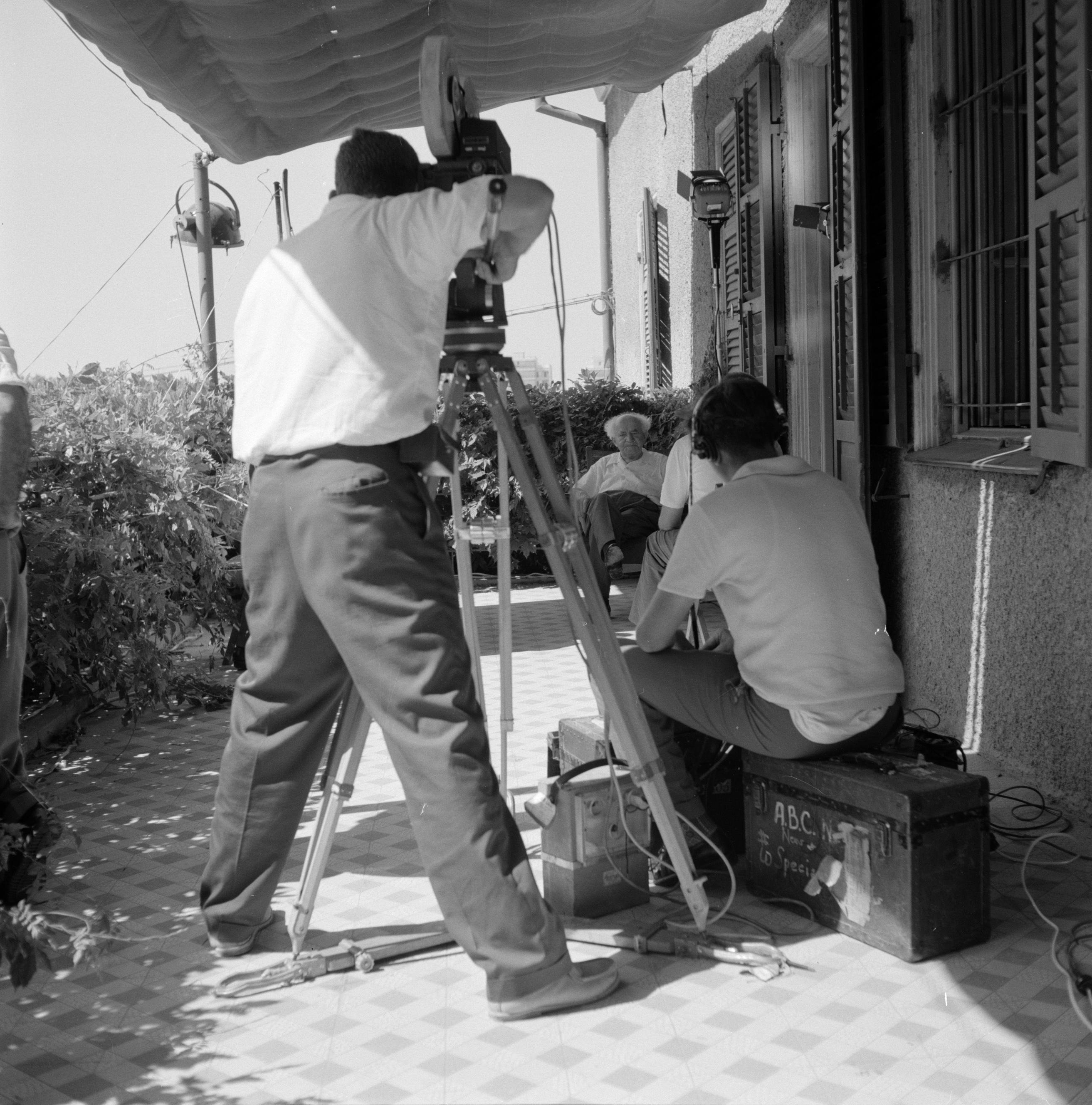
بن گوریون در حین یک مصاحبه تلویزیونی در کومه‌اش در سال ۱۹۶۴ م.